# Ľubomír Švajlen
Ľubomír Švajlen (Kassa, 1964. február 17. –) csehszlovák és szlovák válogatott szlovák kézilabdázó, edző.

## Pályafutása

### Klubcsapatokban
Ľubomír Švajlen szülővárosának csapatában, a VSŽ Košicében kezdte pályafutását. 1989-ben csehszlovák kupagyőztes lett a ŠKP Bratislava csapatával. 1992-ben szerződött a Fotex Veszprémhez, ahol 1993-ban, 1994-ben, 1995-ben, 1997-ben és 1998-ban magyar bajnok, 1994-ben, 1995-ben, 1996-ban és 1998-ban pedig kupagyőztes lett. A Fotex-szel többször is részt vett az Bajnokok Ligájában és a Kupagyőztesek Európa-kupájában. Utóbbi sorozatban az 1996-1997-es szezonban csak a döntőben kapott ki a bakonyi csapattal a spanyol Bidasoa Irúntól. 1998-tól három szezonon át a svájci Grasshopper játékosa volt, 2001-ben pedig a szintén svájci Gelb Schwarz Stäfa igazolta le. 2006-ban az Amicitia Zürich játékos-edzője lett. A 2007-2008-as szezonban a döntőben három hétméterest hárítva járult hozzá csapata bajnoki címéhez. 1990-ben, 1993-ban és 1994-ben az év kézilabdázójának választották hazájában.

### A válogatottban
Ľubomír Švajlen 149 alkalommal védett a csehszlovák válogatottban. Az 1998-as olimpián hatodik, az 1990-es világbajnokságon hetedik lett a csapattal. Szerepelt az 1992-es barcelonai olimpián is, majd később szlovák válogatott lett, ahol 26 alkalommal lépett pályára.

### Edzőként
Pályafutása végeztével kapusedzőként dolgozott a Kadetten Schaffhausen, majd 2006-tól a Amicitia csapatánál. 2008 szeptemberében Goran Perkovac kapusedzője lett a svájci válogatottnál. 2013-ban a HC Kriens-Luzern kapusedzőjeként dolgozott.

## Családja
Apja, Anton Švajlen olimpiai ezüstérmes labdarúgókapus. Fia, Michal Svajlen svájci válogatott kézilabdázó.